# Tortue étoilée d'Inde
Geochelone elegans
Espèce
Synonymes
- Chersine elegans Merrem, 1820
- Geochelone (Geochelone) stellata Fitzinger, 1835
- Geochelone elegans Loveridge & Williams, 1957
- Geochelone elegans elegans Obst, 1985
- Geochelone elagans Sharma, 1998 (ex errore)
- Peltastes stellatus Gray, 1870
- Testudo actinodes Bell, 1828
- Testudo elegans Schoepff, 1795
- Testudo megalopus Blyth, 1853
- Testudo stellata Schweigger, 1812

Statut de conservation UICN

 VU A4cd : Vulnérable
Statut CITES
Geochelone elegans, la Tortue étoilée d'Inde, est une espèce de tortues de la famille des Testudinidae.

## Répartition
Cette espèce se rencontre :
- en Inde dans les États du Tamil Nadu, du Kerala, du Karnataka, du Andhra Pradesh, du Madhya Pradesh, du Gujarat et du Rajasthan ;
- au Pakistan ;
- au Sri Lanka.

## Description

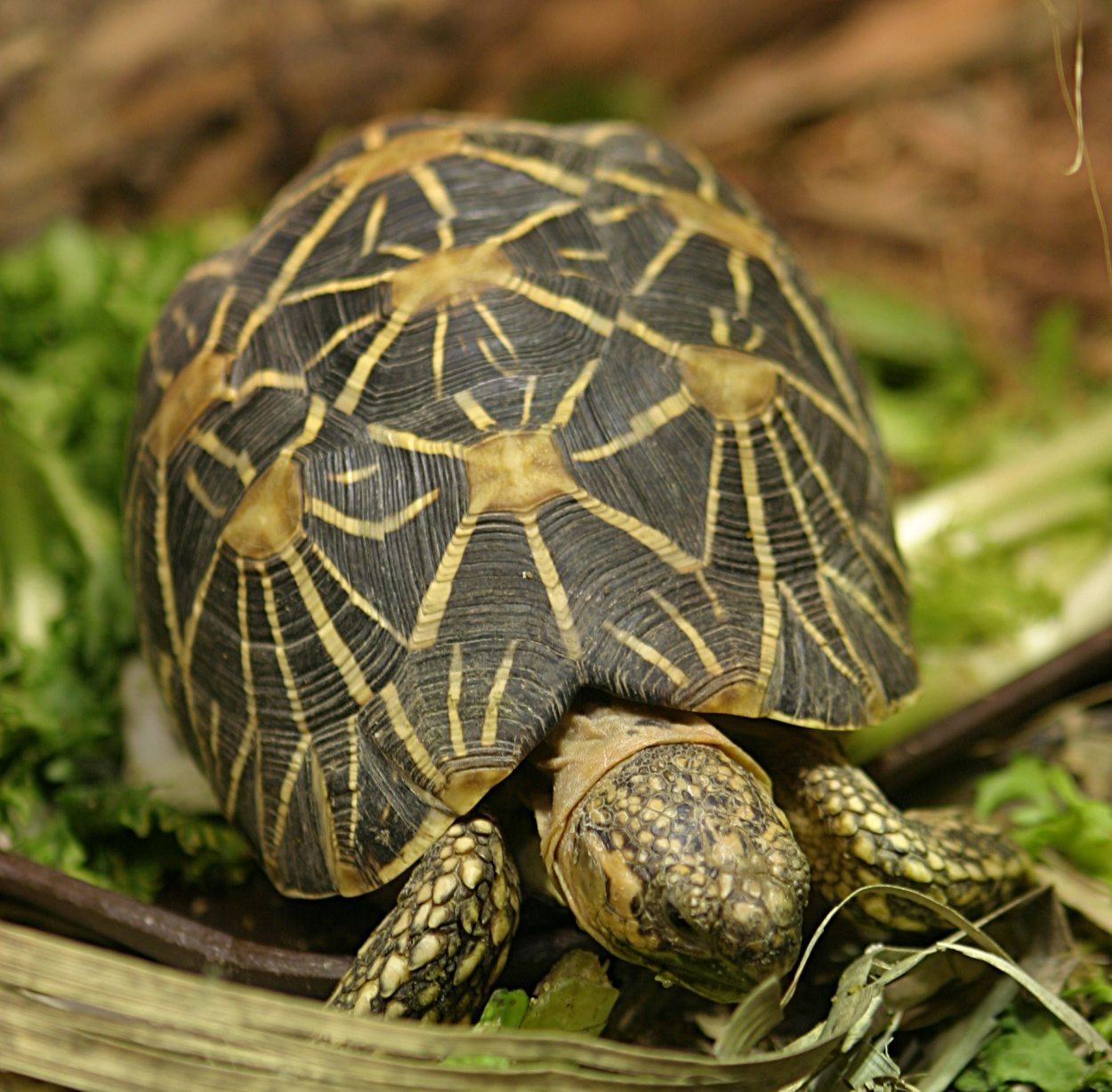
Geochelone elegans

La taille moyenne de la carapace est de 26 cm de long pour le mâle et 32 cm pour la femelle. 
C'est une tortue terrestre utilisée comme animal de compagnie. De nombreux spécimens sont exportés d'Inde illégalement et aucune étude n'a été produite quant à l'impact de ce commerce.

## Reproduction
La femelle pond 2 couvées par an comprenant entre 2 et 10 œufs.

## Publication originale
- Schoepff, 1795 : Historia Testudinum Iconibus Illustrata. Erlangae, Ioannis Iacobi Palm, p. 1–136 (texte intégral).